# Hugo Maes (burgemeester)
Hugo Maes (Temse, 14 februari 1957) is een Belgische politicus voor de CVP en diens opvolger CD&V. Hij is sinds 2022 burgemeester van Temse.

## Levensloop
Maes nam in 1988 voor het eerst deel aan de gemeenteraadsverkiezingen en werd onmiddellijk schepen van Temse. Hij bleef schepen voor meer dan 33 jaar.
In 2022 kondigde burgemeester De Ryck zijn ontslag aan. Hij werd als burgemeester opgevolgd door Maes.